# Tcsh
tcsh（ティーシーシェル）は、Unix系オペレーティングシステム (OS) で使われるコマンドシェルの一つ。
C言語に似た文法特性を持つcsh（シーシェル）のユーザーインターフェイスの部分を中心に拡張されたシェルでcshとの上位互換を持つ、ヒストリ編集などの機能に優れ、簡単なC言語ソースコードの文法チェックに使われることもある。Unix系OSで用いられる他のシェルに比べて、NLS (Native Language System) などの国際化対応にいち早く対応したことで知られる。
なお、tcshの頭文字のTは、TENEXならびにTOPS-20に由来するという。

## 環境
FreeBSD 4.1-RELEASE以降には標準シェルとして組み込まれている。
FreeBSDの流れを汲むmacOSでもOSに組み込まれている (/bin/tcsh)。Mac OS X v10.2まではtcshがデフォルトのシェルであったが、v10.3からLinuxの標準シェルであるBashがデフォルトのシェルとなり、さらに2019年10月のMac OS Catalina以降はzshに変更されている。

## Native Language System
tcshの6.06以降では、NLS (Native Language System) カタログに対応している。これは、各種メッセージの各国語化をプログラム修正なしで行うというものである。但し、日本語化においては6.07.11まではパッチが必要であった。6.07.11においてパッチが本体に取り込まれ、それ以降は日本語のカタログファイルを用いる場合でもパッチ不要でメッセージを表示することができるようになった。
なお、日本語化パッチ提供者は当時、サンソフトの格闘ゲーム『ギャラクシーファイト ユニバーサル・ウォーリアーズ』の登場キャラクターであるルーミに萌えており、ルーミの口調を真似たカタログファイルを正しく扱えるようにする目的でパッチを作成したという。このカタログファイルをはじめ、マルチやホシノ・ルリなど、いくつかの萌系キャラクター口調のカタログファイルは過去に FreeBSD portsコレクションに含まれていたことがあった。他にも、メッセージが関西弁や土佐弁などで示される方言シリーズなど、多彩なカタログファイルが作成されている。